# Église de la Rédemption de Lyon
Pour les articles homonymes, voir Église de la Rédemption.
L'église de la Rédemption est une église située dans le quartier des Brotteaux, dans le 6e arrondissement de Lyon, place Puvis de Chavannes, construite par Claude-Anthelme Benoit en 1868.

## Histoire
Le cardinal de Bonald crée la circonscription religieuse de la Rédemption en 1856, empruntant à l'église Saint-Pothin la partie située au nord des cours Morand et Vitton. Une église provisoire est aménagée dans un hangar qui sert au culte pendant vingt ans.
Pendant ce temps, les Hospices civils de Lyon concèdent gratuitement à la ville 5 000 mètres carrés entre la rue Vendôme et la rue de Créqui, et des fonds sont rassemblés pour la construction de l'église définitive : la première pierre est bénie le 28 avril 1868.
Après quelques retards dus à la guerre franco-allemande de 1870, l'église est ouverte le dimanche 4 novembre 1877. Elle reste toutefois inachevée, le clocher prévu en façade n'a pas été réalisé et le décor sculpté extérieur est resté au stade d'ébauche (portails, clochetons).

## Description
L'église de la Rédemption est une des plus vastes églises lyonnaises, avec 62 mètres de long sur 28 au transept et 32 de hauteur sous voûtes. Sa crypte est aussi une des plus grandes après celle de Fourvière.
L'ancien orgue installé par Joseph Merklin dans la tribune du transept gauche comptait 38 jeux, amenés à 52 par Michel. Il a été béni en 1899 par Mgr Déchelette.
La plupart des vitraux ont été réalisés par Lucien Bégule.

## Galerie

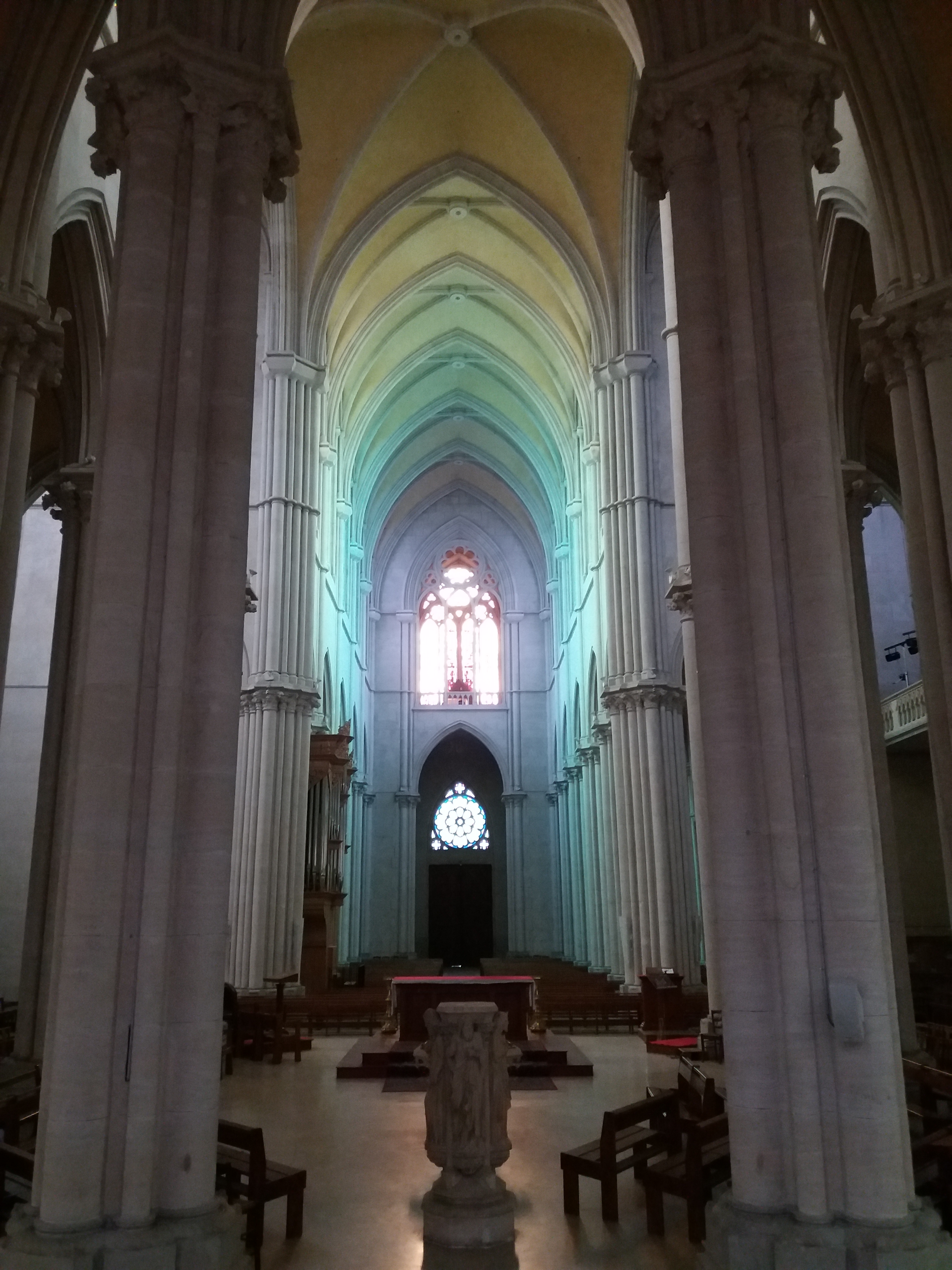
Vue de la nef
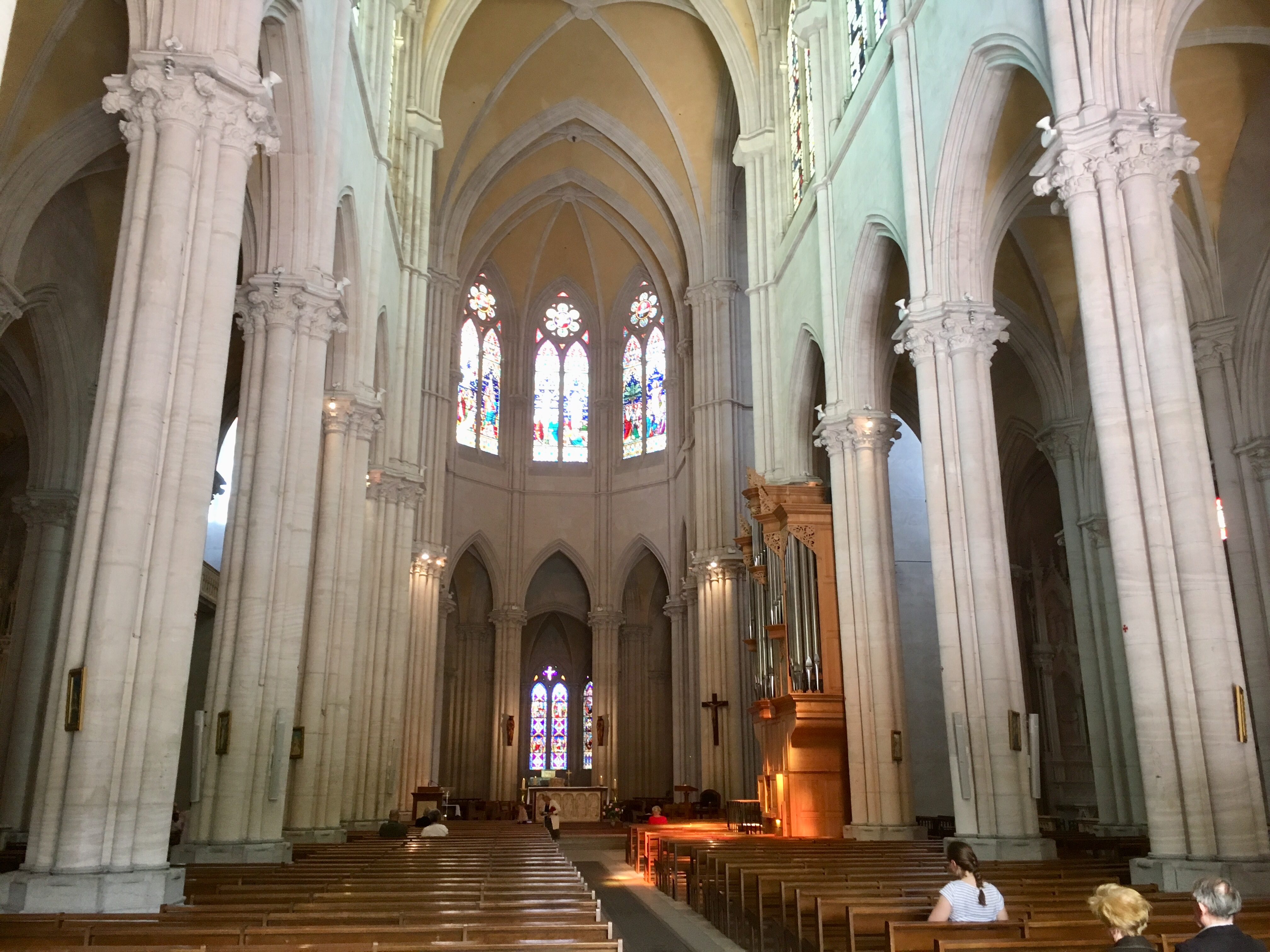
La nef et le chœur
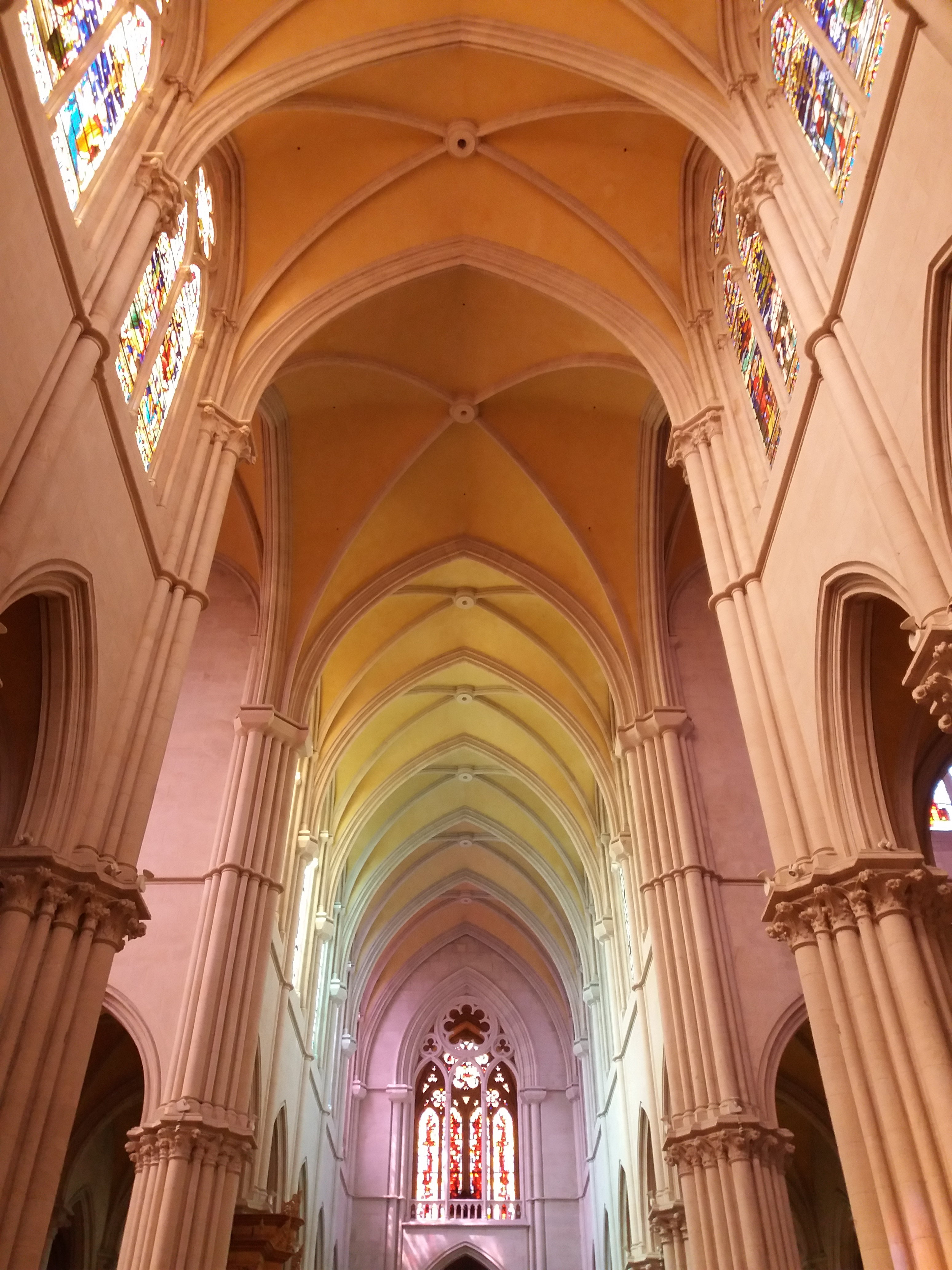
Le plafond
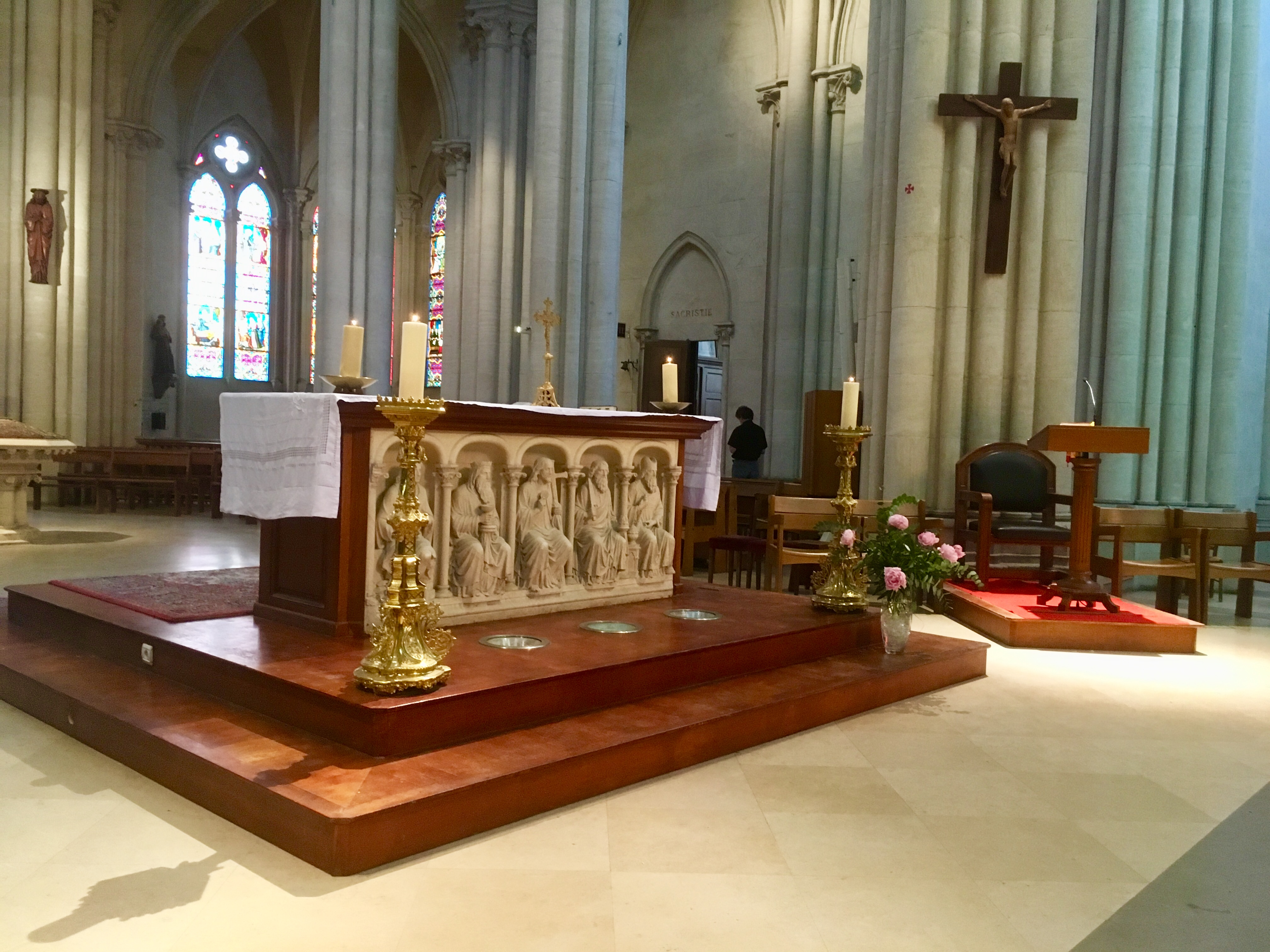
L'autel
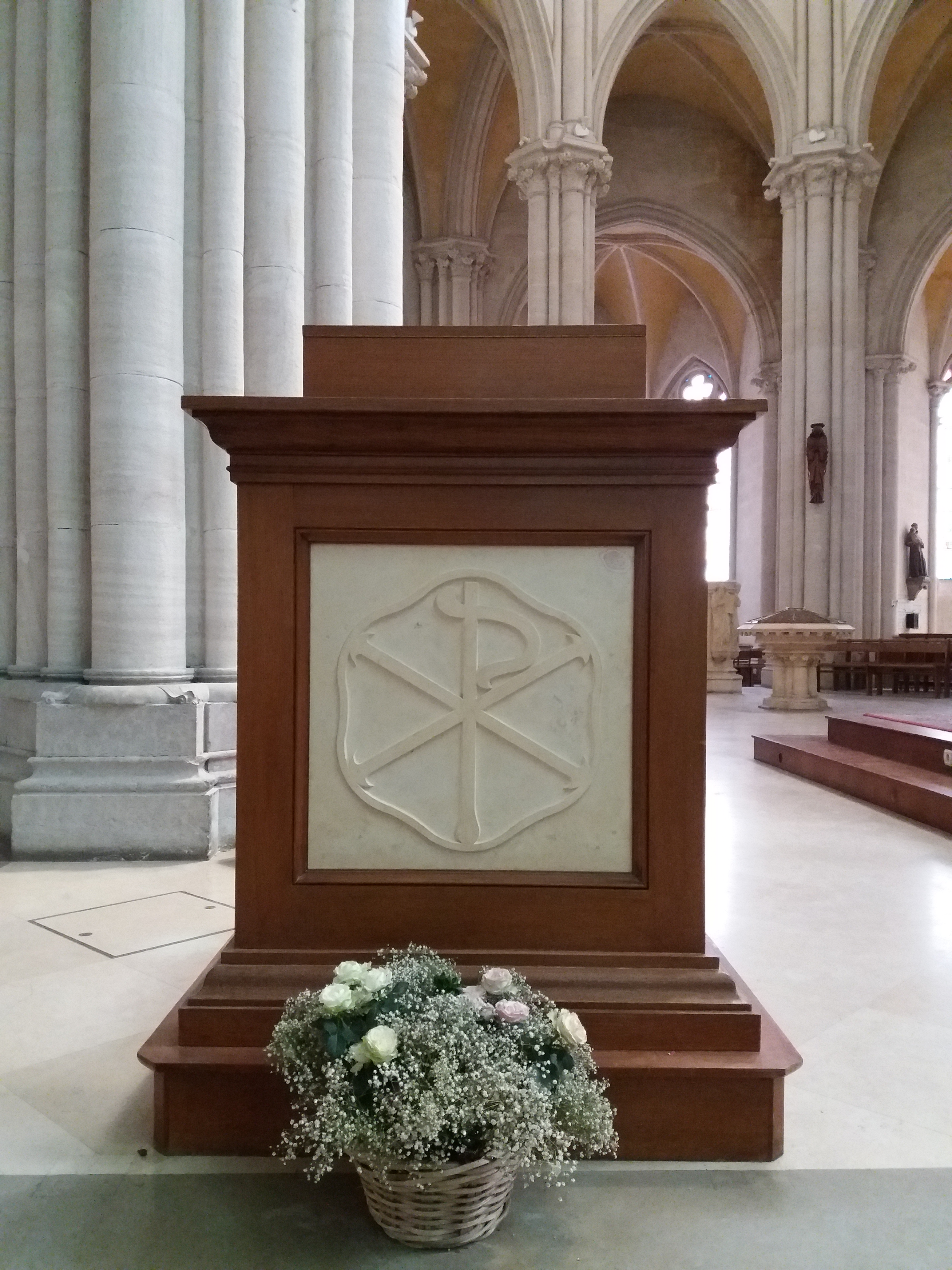
Le pupitre
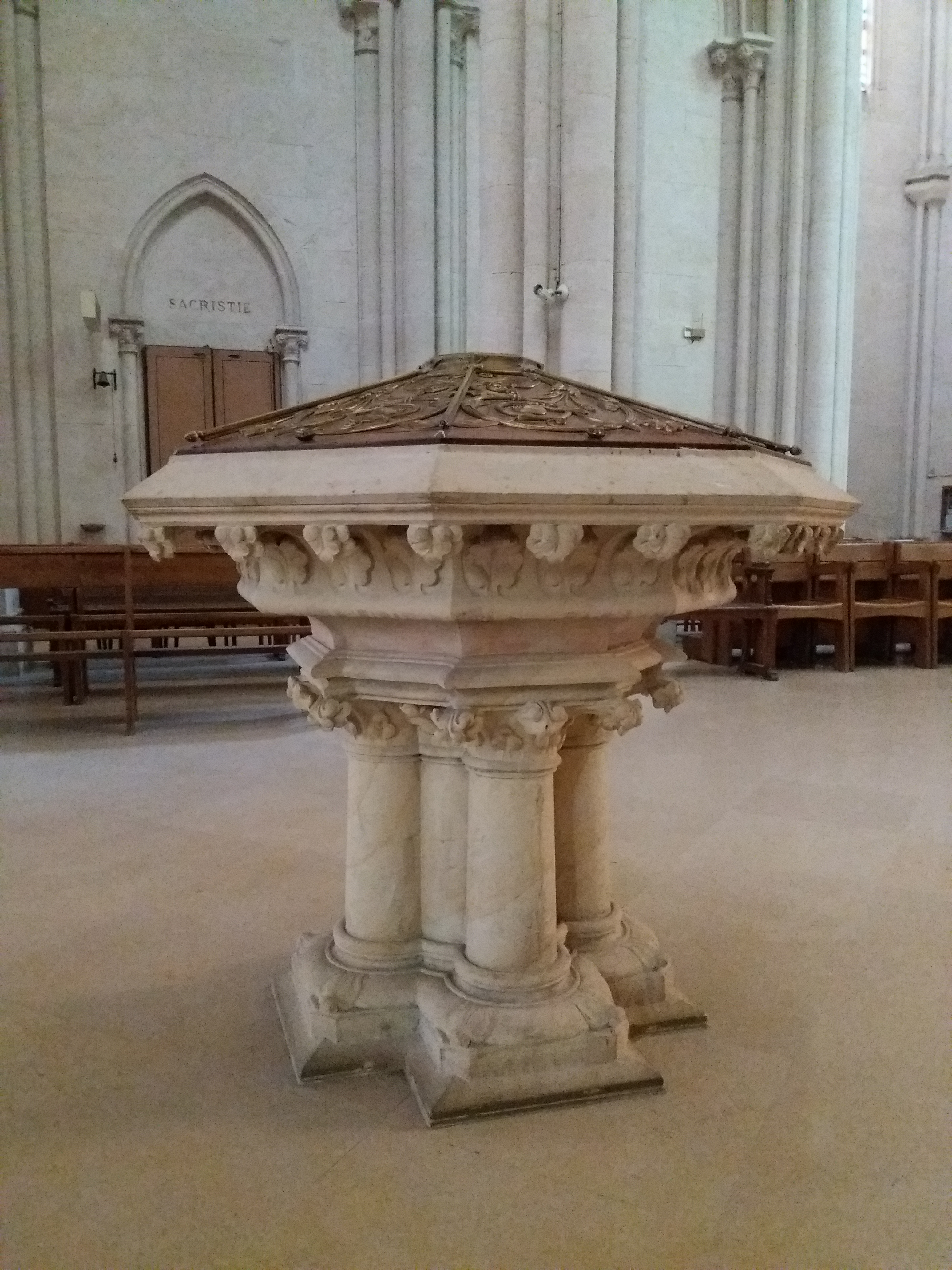
Les fonts baptismaux
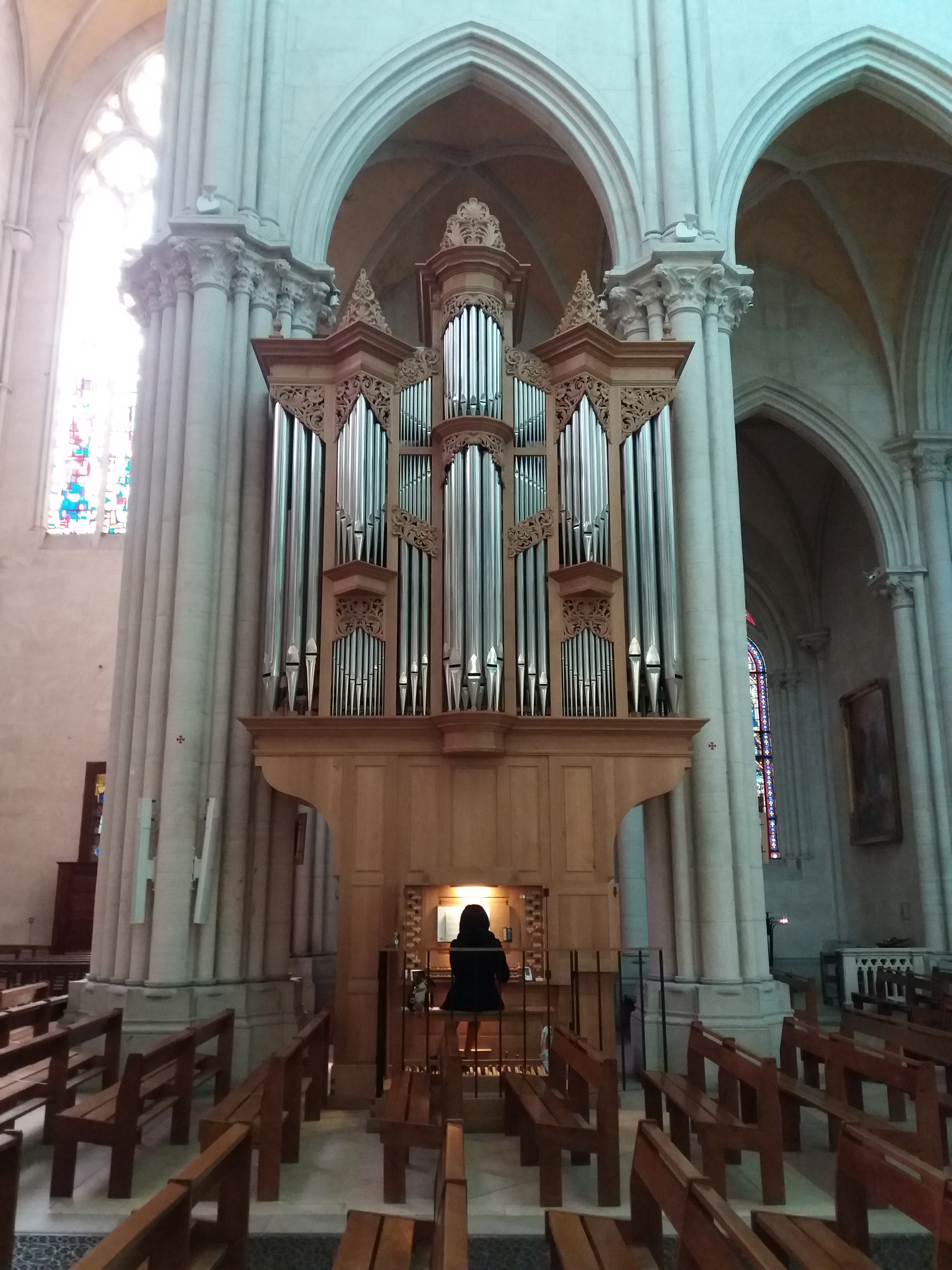
L'orgue
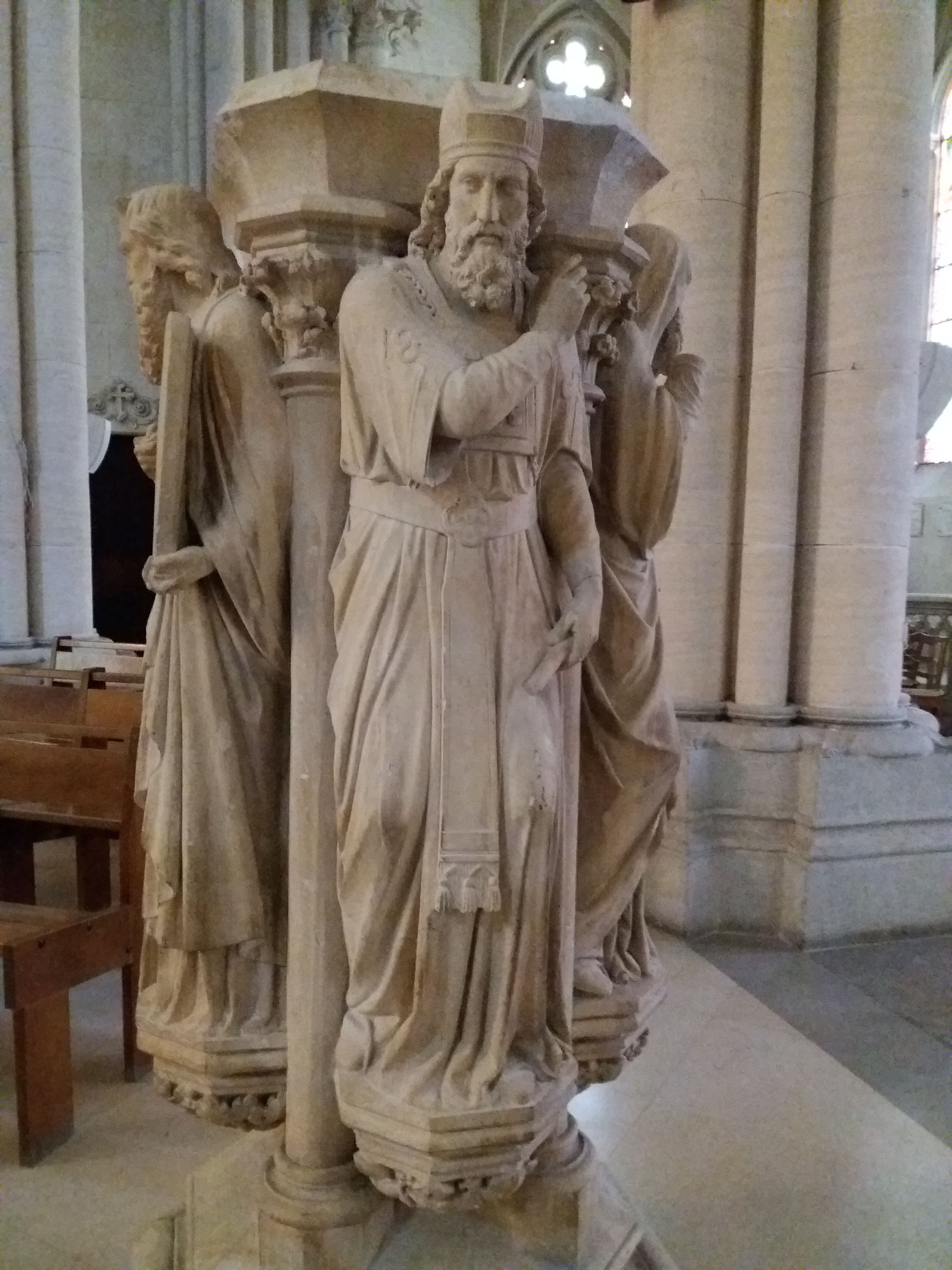
Statues dans le chœur
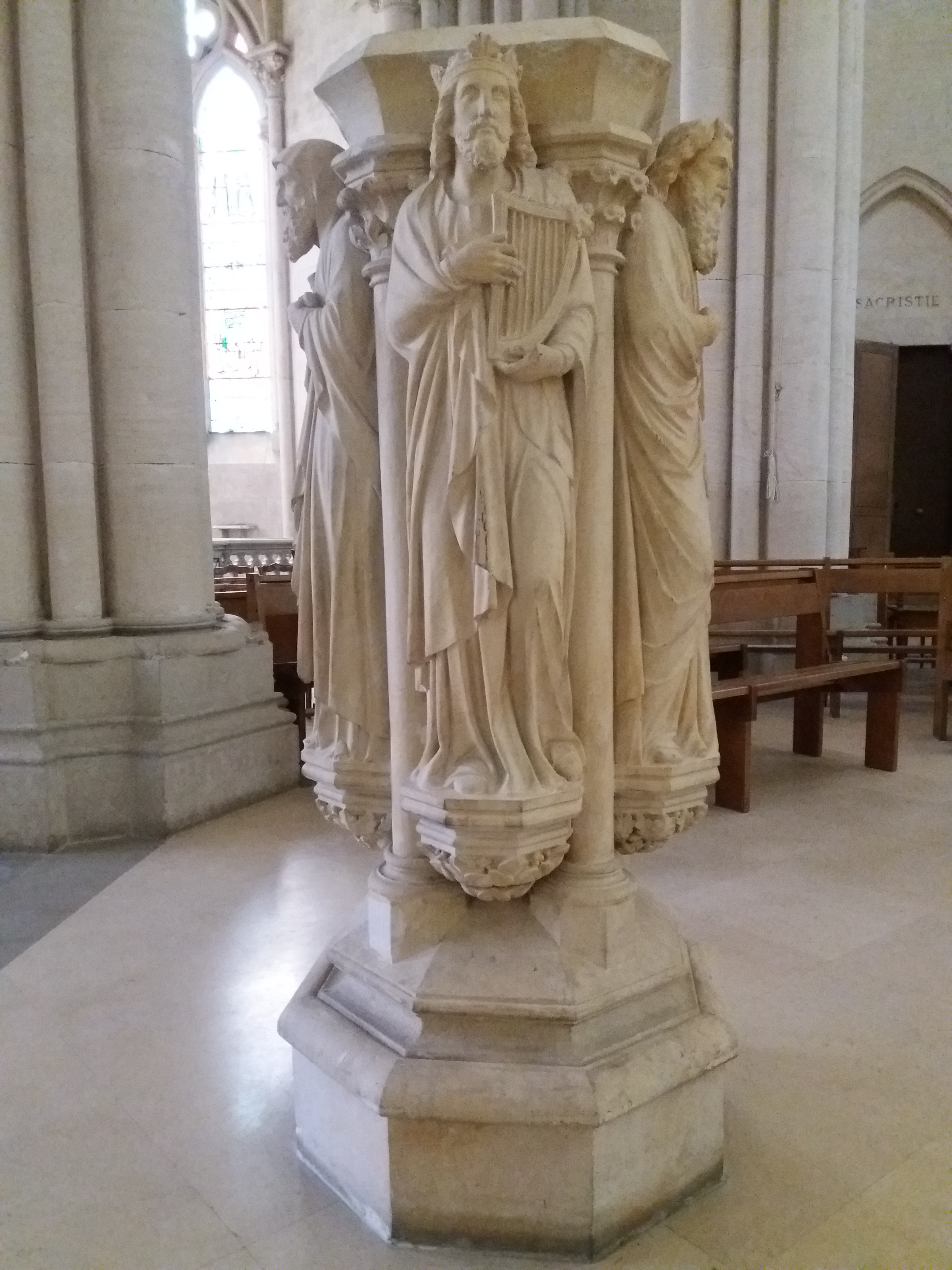
Statues dans le chœur
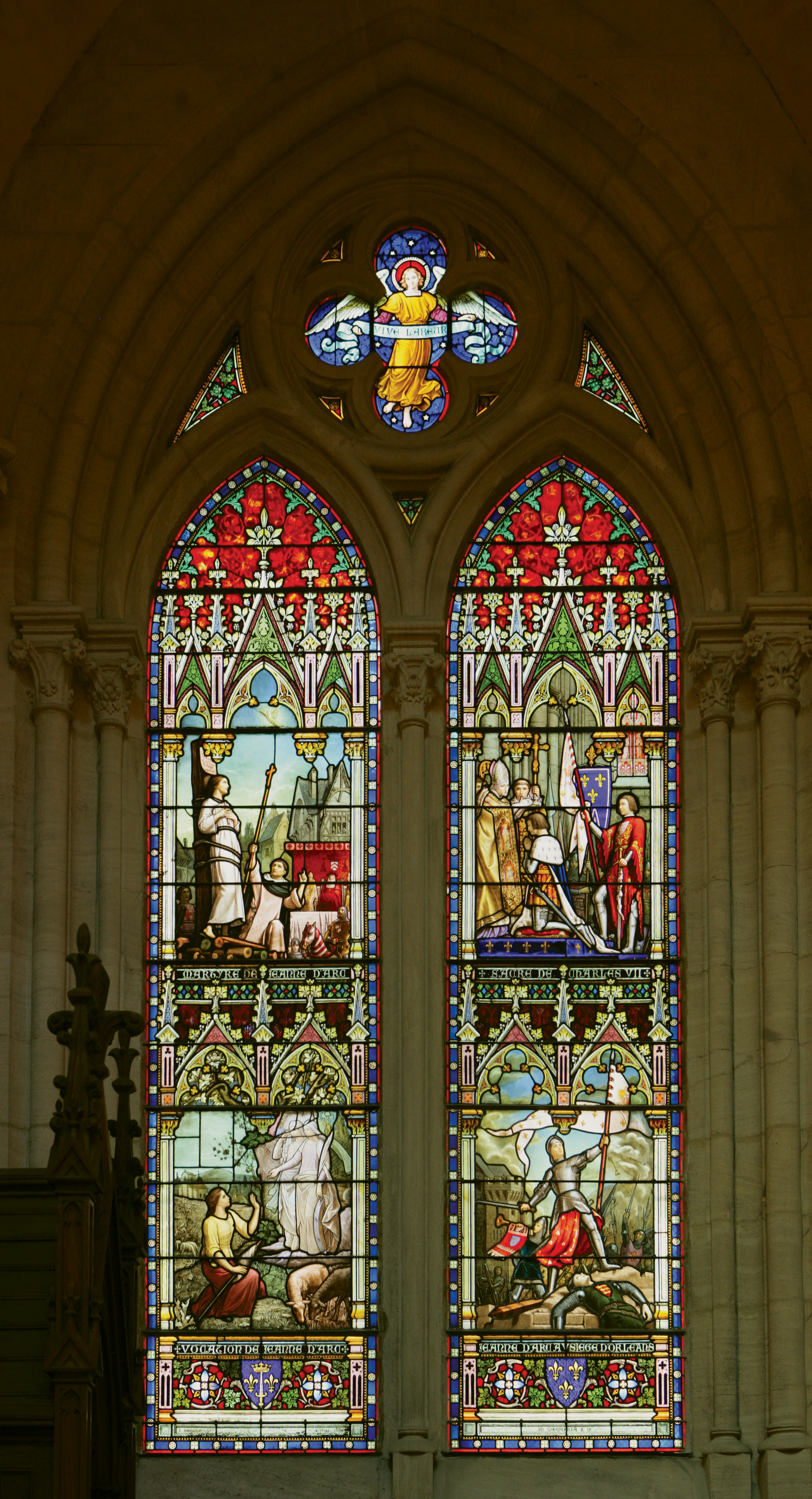
Vitrail de Jeanne par Lucien Bégule
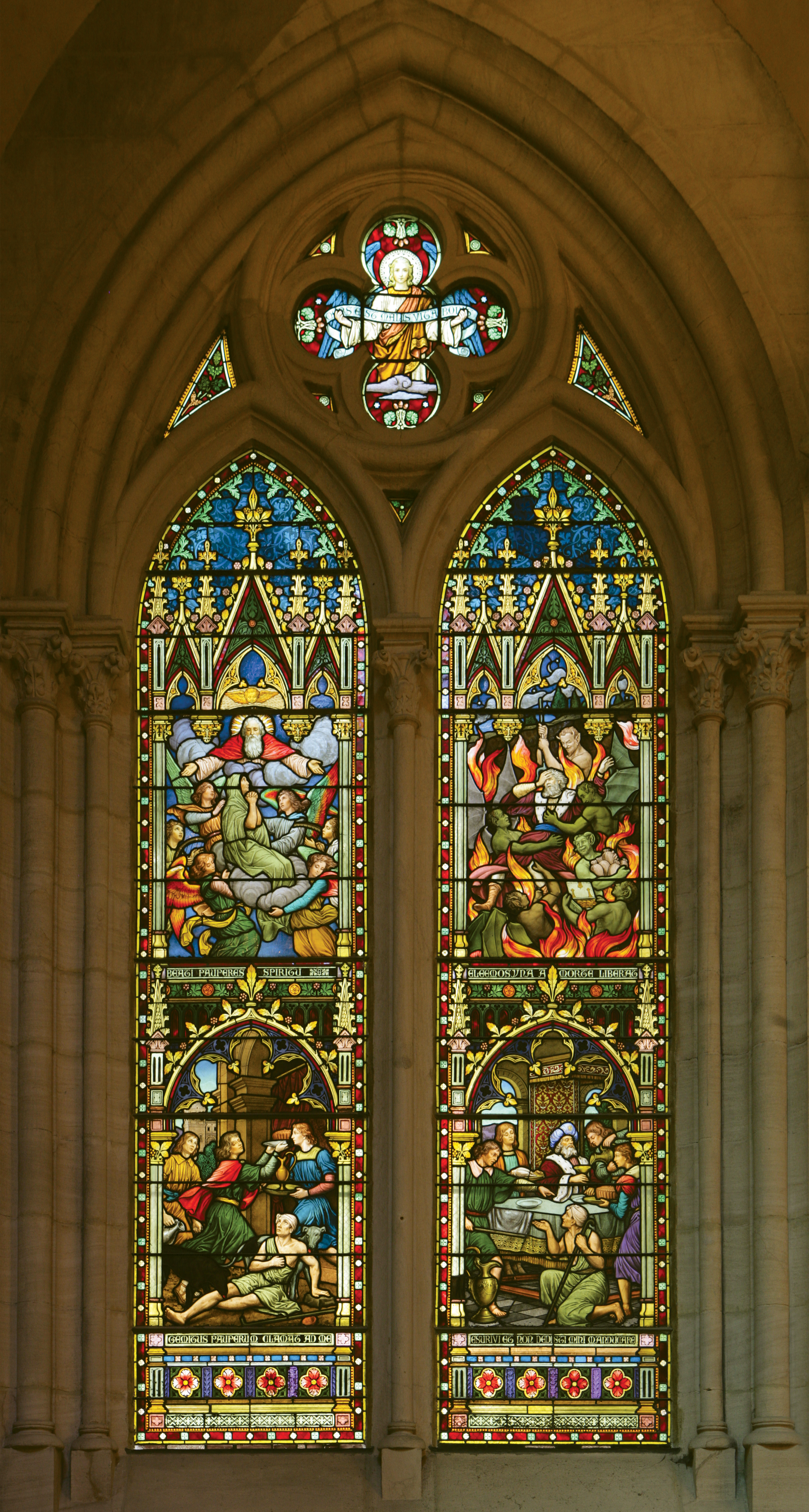
Vitrail du Jugement par Lucien Bégule
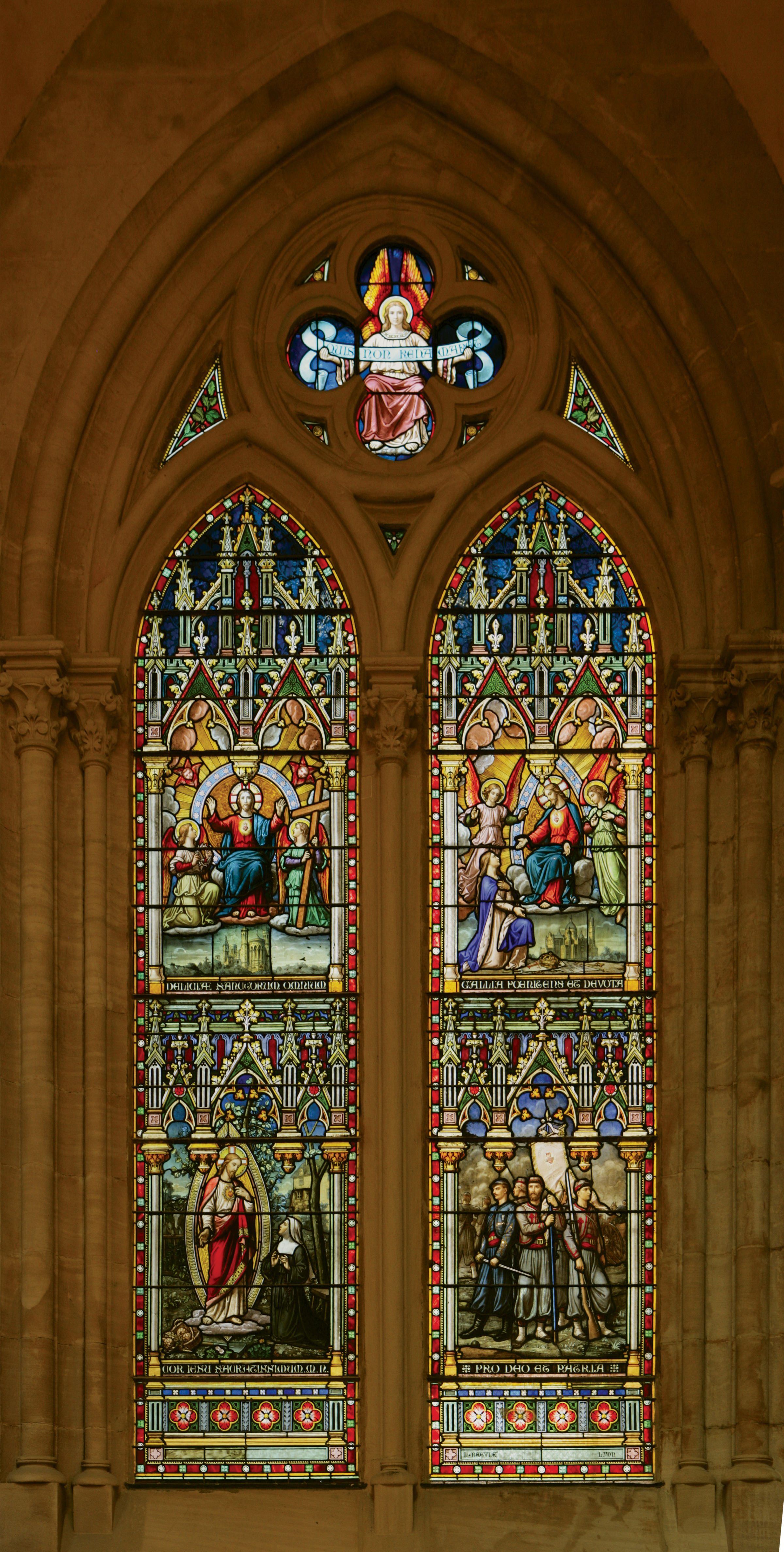
Vitrail du Sacré-Cœur par Lucien Bégule
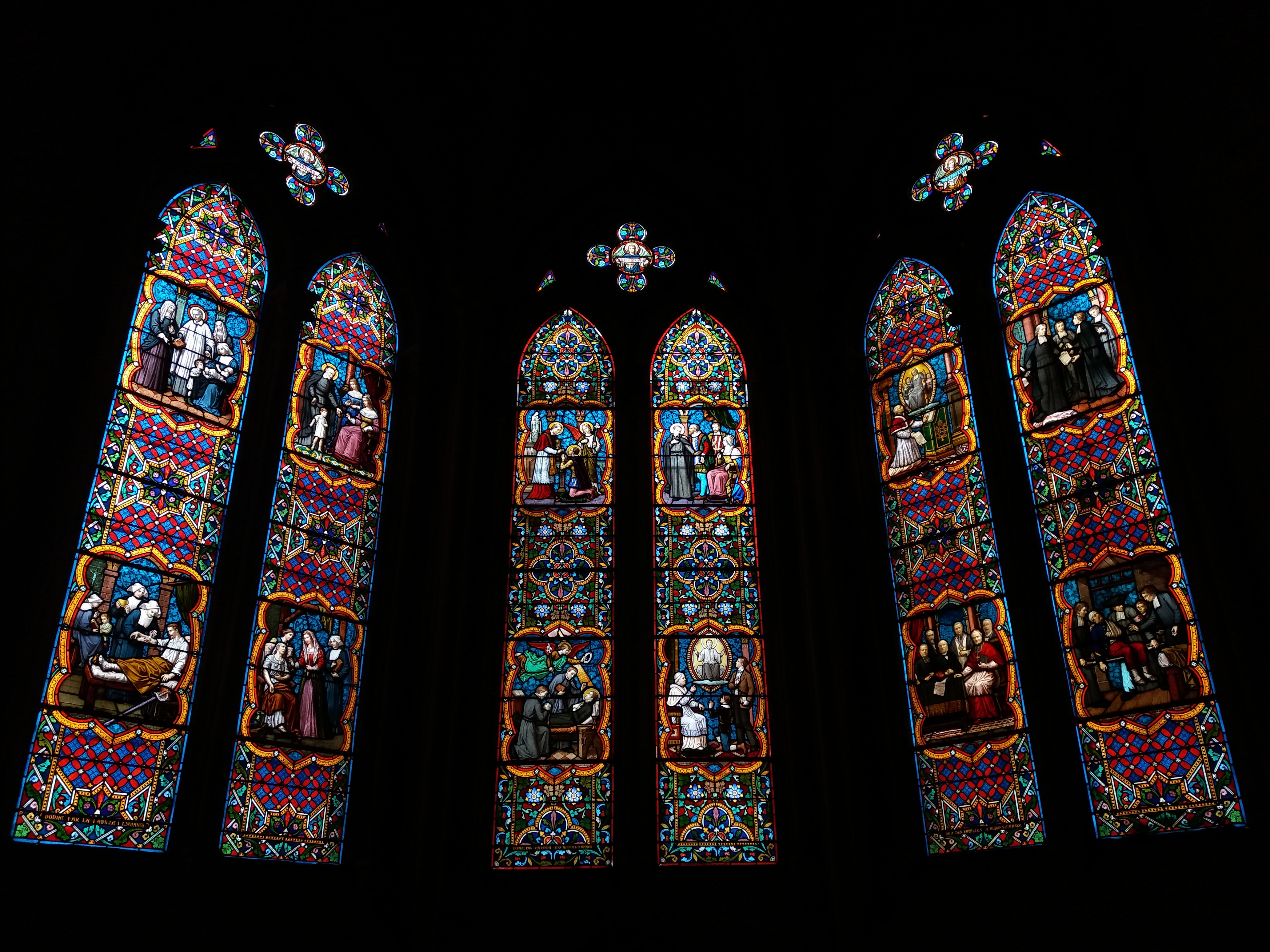
Vitraux de l'abside
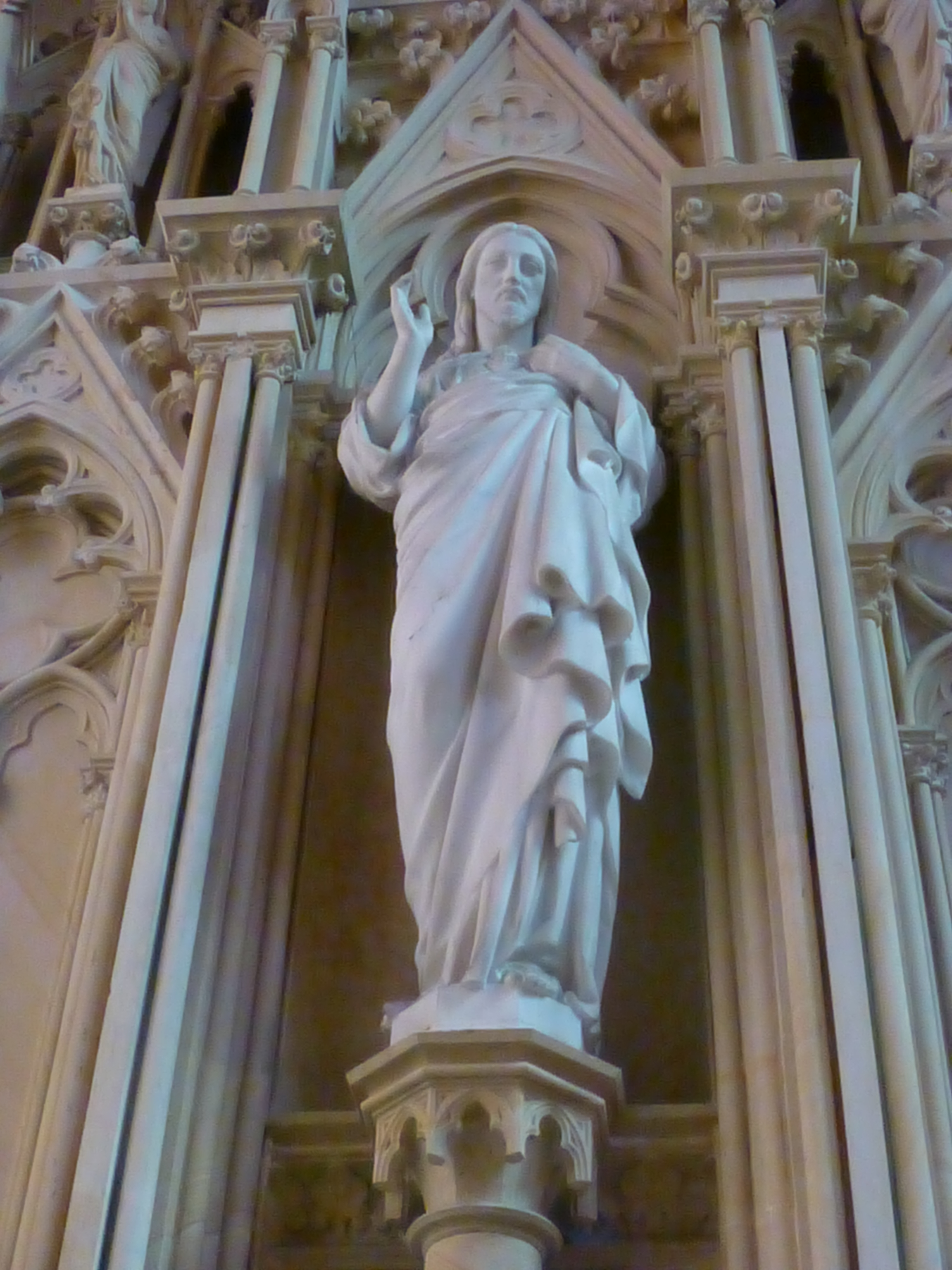
Statue du Sacré-Cœur, marbre, œuvre de Vincent Fontan
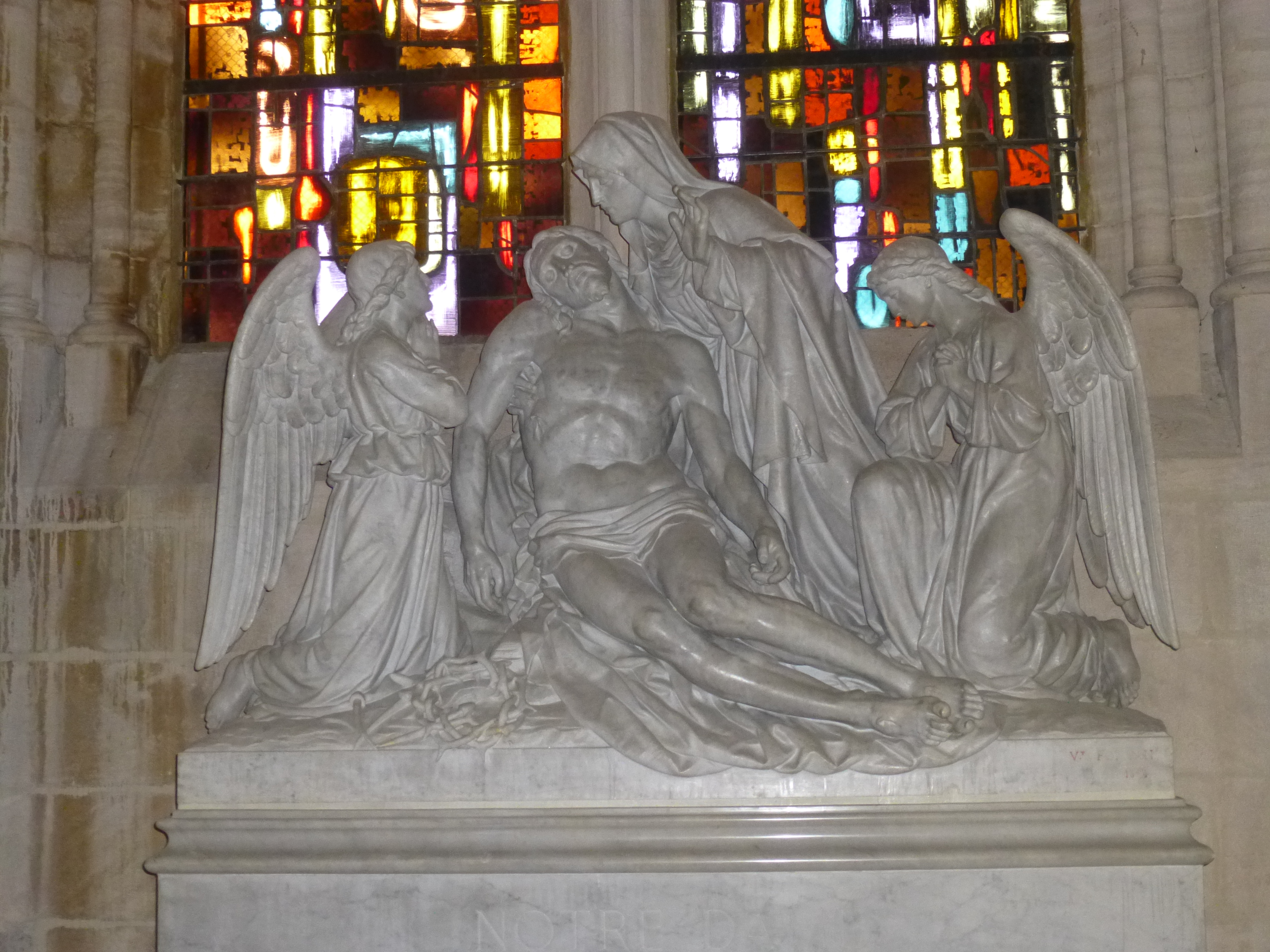
Notre-Dame de Compassion, marbre, œuvre de Vincent Fontan

## Artistes en rapport
- Lucien Bégule, maître-verrier
- Vincent Fontan, sculpteur
- Joseph Merklin